# Frieder Alberth
Frieder Alberth (* 25. Juni 1952 in Heubach (Ostalbkreis)) ist ein deutscher Sozialarbeiter. Sein engagierter Kampf gegen Aids, insbesondere in Osteuropa, wurde vielfach gewürdigt.

## Leben und Leistungen
Nach der Ausbildung zum Diplomfinanzwirt beim Finanzamt Reutlingen und Studium der Sozialpädagogik an der Evangelischen Fachhochschule für Soziale Arbeit in Reutlingen studierte er Pädagogik an der Universität Tübingen.
1982 gründete er den Arbeitskreis Leben e.V. in Nürtingen (Landkreis Esslingen) – eine Krisenberatungsstelle für Suizidgefährdete – und war ebendort Mitarbeiter bis 2001. Parallel wurde er Mitarbeiter und Geschäftsführer bei der Augsburger AIDS-Hilfe.
2001 gründete er mit Kollegen aus der AIDS-Hilfe-Bewegung den Verein 'Connect plus' in Berlin. Die Arbeit von 'Connect plus e.V.' hat den Kompetenztransfer zum Ziel. Der Verein versteht sich als Vermittler zwischen deutschen Experten aus dem Bereich der AIDS-Hilfe-Arbeit und der medizinischen und pflegerischen Hilfe.

## Auszeichnungen
- 2004 Deutscher Medienpreis Bambi
- 2005 Tageszeitung (taz): Kandidat von 'Held des Alltags'

## TV-Dokumentationen
- „Aids kennt keine Grenzen“ (2005 – Focus TV)
- „Erste Hilfe für Odessa“ (2006 – BR)
- „Volles Risiko – Ein Mann im Einsatz gegen AIDS“ (2007 – SWR)
- „Aids – Brennpunkt am Schwarzen Meer“ (2008 – SAT 1).